# Richard Belcredi
El Conde Richard von Belcredi (en alemán: Richard Graf Belcredi; 12 de febrero de 1823 - 2 de diciembre de 1902) fue un funcionario civil y estadista austriaco, quien sirvió como Ministro-Presidente (y 'Ministro de Estado') del Imperio austriaco entre 1865 y 1867. Durante 1881-1895, Belcredi fue Presidente de la Corte Administrativa de Cisleitania.

## Biografía
Richard Graf von Belcredi nació el 12 de febrero de 1823, Jimramov (Ingrowitz), en el Margraviato de Moravia, siendo el hijo menor del Conde Eduard von Belcredi (1786-1838) y de su esposa, la Condesa Maria von Fünfkirchen (1790-1860). La familia noble Belcredi descendía originalmente de la Lombardía, donde habían sido investidos con las fincas de Montalto Pavese por los Sforza, duques de Milán. Los ancestros del Conde Richard se asentaron en Moravia a partir de 1769.
Estudió leyes en las universidades de Praga y Viena; en 1854, fue elegido capitán de distrito (Bezirkshauptmann) en Znojmo (Znaim). En 1861, fue elegido miembro de la dieta (Landtag) de la Silesia austriaca y miembro del parlamento del Consejo Imperial. Se convirtió en jefe del gobierno regional de la Silesia austriaca un año más tarde. En 1864, fue promovido al rango funcionarial de Geheimrat (Consejero Secreto) y elegido gobernador Imperial-Real de Bohemia en Praga.
En febrero de 1865, el Conde Richard Belcredi, como ministro de estado austriaco, convino un encuentro con banqueros vieneses para encontrar formas para financiar proyectos. En junio de 1865, el emperador Francisco José I eligió a Belcredi, un conservador declarado, para convertirse en Primer Ministro y Ministro de Estado, remplazando el gobierno del Archiduque Raniero Fernando de Austria y Anton von Schmerling, quienes habían dimitido tras fracasar sus políticas centralistas liberales. Belcredi aceptó su nominación, por su propia cuenta solo por sentido del deber. Su gabinete fue llamado el de los "Tres Condes Ministros" aunque, realmente, había cuatro condes en el cargo: el propio Belcredi como Ministro-Presidente, Alexander von Mensdorff-Pouilly como ministro de exteriores, Johann Larisch von Moennich como ministro de finanzas, y Moritz Esterházy de Galantha como ministro sin cartera.
El gobierno austríaco tenía que enfrentarse a la creciente "cuestión húngara", que finalmente llevó al Compromiso austrohúngaro de 1867. El 20 de septiembre de 1865, Belcredi tuvo la Patente de febrero de 1861 suspendida. Contra los atrasos de Belcredi, se logró el Compromiso después de la derrota austriaca en la guerra austro-prusiana y la Paz de Praga de 1866, terminando con la membresía de la monarquía en la Confederación Germánica. El 30 de octubre, el ministro de Asuntos Exteriores Mensdorff-Pouilly fue sucedido por Friedrich Ferdinand von Beust quien condujo las negociaciones con Hungría y preparó el borrador para la Constitución de Diciembre de la Cisleitania. 
El concepto de Beust de una Monarquía Dual finalmente prevaleció sobre los planes de Belcredi de implementar una federación de las tierras de la corona austriaca, similar a propuestas posteriores de unos Estados Unidos de la Gran Austria. El 7 de febrero de 1867, Belcradi presentó su dimisión. En 1881 fue elegido presidente de la Corte Administrativa Imperial-Real y miembro vitalicio de las Casa de los Señores de Austria.